# Força Operacional Rápida Europeia
A Força Operacional Rápida Europeia (EUROFOR) foi uma força multinacional de reação rápida composta por forças de quatro estados da União Europeia: Itália, França, Portugal e Espanha. Contava com um quadro permanente capaz de comandar operações, envolvendo compromissos de até uma Divisão Light. A Eurofor foi constituída em maio de 1995 em Lisboa e respondia directamente perante a União da Europa Ocidental (UEO). Foi encarregada de realizar tarefas de Petersberg, incluindo missões humanitárias, de manutenção da paz e de imposição da paz. Com a fusão de vários elementos da UEO na União Europeia, a Eurofor passou a fazer parte da Política Comum de Segurança e Defesa. Acabou sendo transformada em um Grupo de Batalha da UE e ficou de prontidão de 1 de julho a 31 de dezembro de 2011. Em 2 de julho de 2012, a Eurofor foi dissolvida. 

## Operações

A barra de fita da Medalha de Serviço Eurofor

A Eurofor esteve envolvida em três implantações: 
- 2000-2001: Missão Albânia: Em resposta a uma crise de refugiados na Albânia após a Guerra do Kosovo. A implantação foi inicialmente parte da operação da OTAN "Allied Harbor" e uma vez que as forças terrestres da OTAN entraram no Kosovo, a missão da Eurofor também incorporou a defesa das linhas de abastecimento da OTAN através da Albânia.
- 2003: Missão Macedônia: Sob a asa da União Europeia, como parte da EUFOR Concordia. Formalmente, a Eurofor passou a responder directamente perante a União Europeia, através do Comité Político e de Segurança. Esta operação teve início em 31 de março de 2003, quando as autoridades macedónias solicitaram assistência com o objectivo de estabelecer um ambiente estável e seguro na Macedónia (actual Macedónia do Norte). Esta missão terminou oficialmente em 15 de dezembro de 2004.
- 2007: Bósnia e Herzegovina